# Вентурия неравная
Венту́рия нера́вная (лат. Venturia inaequalis) — гриб из отдела аскомицетов (Ascomycota), вызывающий паршу яблони. Имеет анаморфную паразитическую форму (стадию жизненного цикла) и телеоморфную сапротрофную форму.

## Систематика и синонимика
Анаморфные стадии Venturia inaequalis были описаны как Fusicladium dendriticum и Spilocaea pomi. Долгое время существовали разногласия насчёт того, является Venturia inaequalis одним видом или представляет собой комплекс криптических видов (то есть видов, обладающих внешним сходством, но имеющих отличный геном), однако недавние генетические исследования установили большое генетическое сходство между разными расами. Более того, выяснилось, что гриб Spilocaea pyracanthae, вызывающий паршу пираканты, генетически не отличается от Venturia inaequalis, являясь формой последнего.
Синонимы:
- Sphaerella inaequalis Cooke, 1871 basionym
- Venturia inaequalis var. cinerascens (Fuckel) Aderh.
- Fusicladium dendriticum (Wallr.) Fuckel, 1870
- Cladosporium dendriticum Wallr.
- Coniosporium mali Dearn. & W.R.Foster
- Helminthosporium pyrorum Lib.
- Spilocaea pomi Fr.

## Морфология и жизненный цикл
Аскоспоры высвобождаются из плодовых тел рано весной и, попадая на распускающиеся листья яблони, прорастают. Дальнейшее развитие как паразита происходит в слое между кутикулой и эпидермисом. Паренхима листа не поражается, так как гаустории не образуются. В это время на поражённых листьях образуются бархатистые оливковые пятна. Через некоторое время начинают образовываться органы бесполого размножения — конидии, которые во время дождей попадают на другие листья (в основном, находящиеся ниже в кроне) и растущие плоды. Такой цикл бесполого размножения может повторяться в течение лета.
Плодовые тела, аскокарпы, имеют форму псевдотециев. Сигналом к их образованию служит отмирание листа осенью. В это время гриб переходит к сапротрофной стадии жизненного цикла. Псевдотеции обладают отрицательным геотропизмом, поэтому, даже если лист будет перевёрнут, устье псевдотеция всегда расположено сверху, что облегчает рассеивание спор. Созревают споры в начале весны и высвобождаются при наступлении подходящего влажностно-температурного режима. Поверхность спор имеет слизистый слой, который помогает прикреплению спор к листьям и дальнейшему их прорастанию.
Особенности жизненного цикла есть результат коэволюции гриба и высшего растения. Так как гриб почти не нарушает фотосинтетический аппарат хозяина, то дерево продолжает развиваться и плодоносить, способствуя таким образом поддержанию популяций паразитирующего организма.